# Amiga CD32

CD32 je bila igraća konzola koju je proizvodila tvrtka Commodore, a puštena je u prodaju 16. srpnja 1993. godine.
Naučivši lekciju od prošle greške s CDTVom, tvrtka Commodore je sklopila ugovore s izdavačima softvera za podršku svoga novog CD sistema i CD32 postaje kralj konzola za 1993. godinu. Proizvodi tadašnje konkurencije su u prvom trenu jednostavno pometeni s tržišta. Na žalost, opet je uskoro stigao trenutak realnosti. Jednostavno govoreći, tvrtke koje su potpisale ugovor o softverskoj podršci za CD32,  Commodoreu nisu vjerovale nakon neuspjeha s CDTVom, Amigom 500+ i Amigom 600. Zbog toga, na kraju, igre za CD32 nisu bile ništa drugo nego obrađeni stari naslovi s Amige 500 ili Amige 1200.
Sve u svemu CD32 se dokazao kao uspješan projekt koji nije bio dovoljno dobar da spasi Commodore od bankrota, koji se dogodio 29. travnja 1994. godine.

## Značajke
- Motorola 68020 (68EC020RC16) brzine 14.3 MHz
- 2MB Chip RAM
- 1MB FlashROM s Kickstart ROM 3.1 i cdfs.filesystem
- 8KB RAM-a na baterije za snimanje situacije u igrama.
- AGA Chipset
- Amiga OS 3.1
- CD-ROM dvostruke brzine
- 4 kanalni stereo zvuk
- igraća palica
- serijski port, 2 ulaza za igraće palice